# OCT Group
OCT Group (Overseas Chinese Town Enterprises Co., 华侨城集团公司) — китайский государственный конгломерат, основные интересы которого сосредоточены в сфере парков развлечений, гостиничного бизнеса и недвижимости. Контрольный пакет OCT Group принадлежит SASAC. Компания основана в 1985 году, штаб-квартира расположена в Шэньчжэне.
Главным активом OCT Group является компания Overseas Chinese Town Limited, акции которой котируются на Шэньчжэньской фондовой бирже. По состоянию на 2019 год выручка Overseas Chinese Town составляла 5,7 млрд долл., прибыль — 1,6 млрд долл., активы — 42,8 млрд долл., рыночная стоимость — 10,3 млрд долл., в компании работало почти 25 тыс. сотрудников.
Другим важным активом OCT Group является компания Overseas Chinese Town (Asia) Holdings Limited, акции которой котируются на Гонконгской фондовой бирже.

## История
В 1980 году была основана компания Shenzhen Konka Electronic Group (с 1995 года — Konka Group). В 1985 году была основана компания Overseas Chinese Town («Город заморских китайцев»), которая начала осваивать болотистый участок рядом с Шэньчжэньским заливом. 
В 1991 году в Шэньчжэне открылся тематический парк China Folk Culture Village, который объединил в себе «деревни» и «кварталы» 56 народностей Китая. В 1994 году тогдашний руководитель OCT Group Жэнь Кэлэй реструктуризировал бизнес компании, сосредоточившись на трёх главных направлениях — парки развлечений, гостиничный бизнес и недвижимость. 
В 1997 году была основана дочерняя компания Overseas Chinese Town Limited, которая вышла на Шэньчжэньскую фондовую биржу. В 1998 году в Шэньчжэне открылся первый парк развлечений Happy Valley. В 2000 году OCT Group вышла за пределы Шэньчжэня, начав инвестировать в проекты по всему Китаю (Пекин, Шанхай, Чэнду, Тайчжоу, Тяньцзинь, Ухань, Сиань, Циндао).
По состоянию на 2015 год, развлекательные парки OCT Group заняли четвёртое место в мире по посещаемости (свыше 30 млн человек), уступив лишь паркам The Walt Disney Company, Merlin Entertainments и Universal Parks & Resorts.
В 2018 году китайские парки OCT Group приняли около 50 млн туристов. В первой половине 2020 года парки развлечений, отели и туристические агентства OCT Group сильно пострадали из-за карантина, введённого во время пандемии COVID-19.

## Деятельность

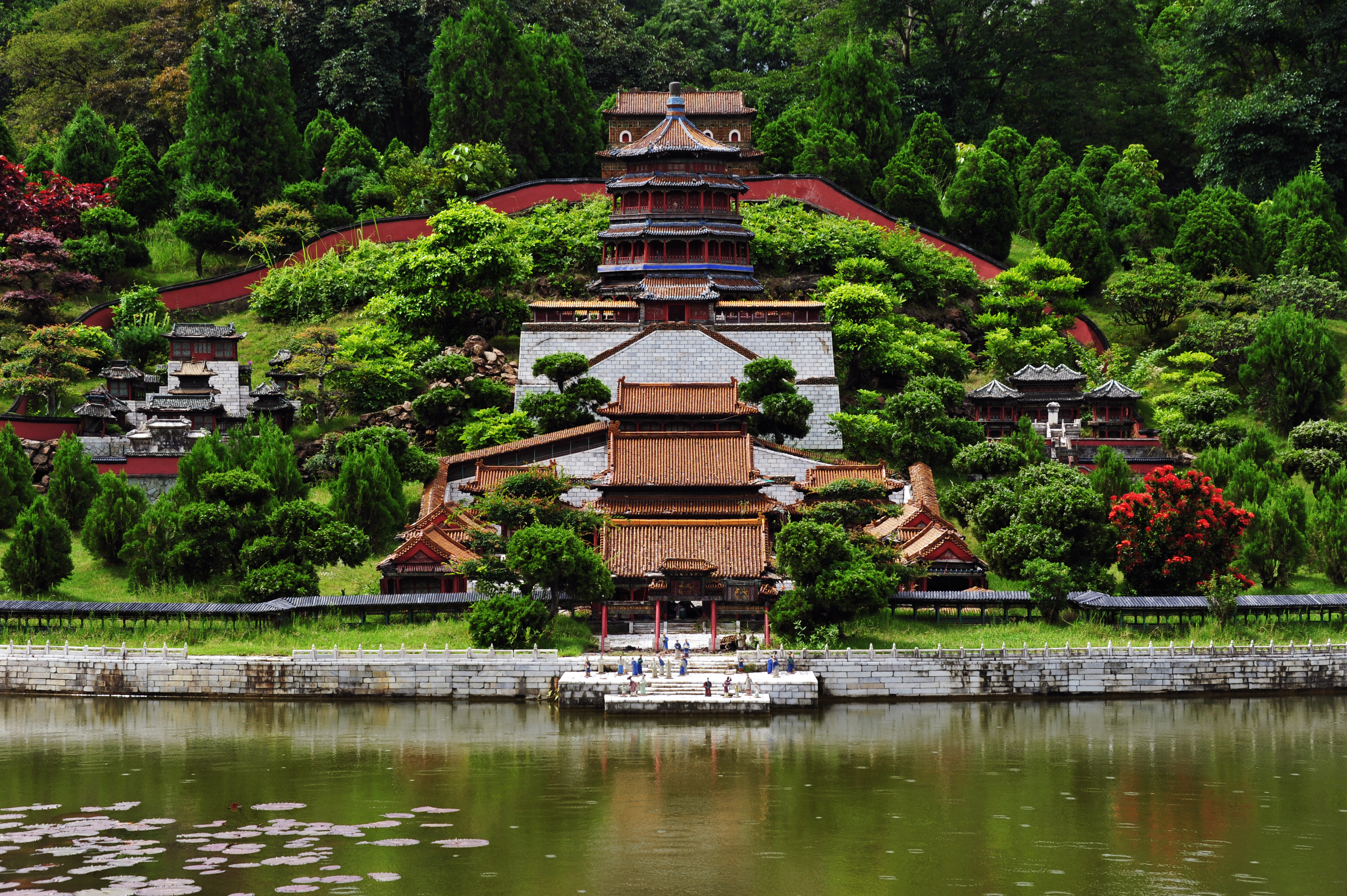
Парк Splendid China Folk Village в Шэньчжэне

OCT Group работает в следующих секторах: парки развлечений, тематические парки, отели, торговые центры, производство электроники. 

### Парки развлечений

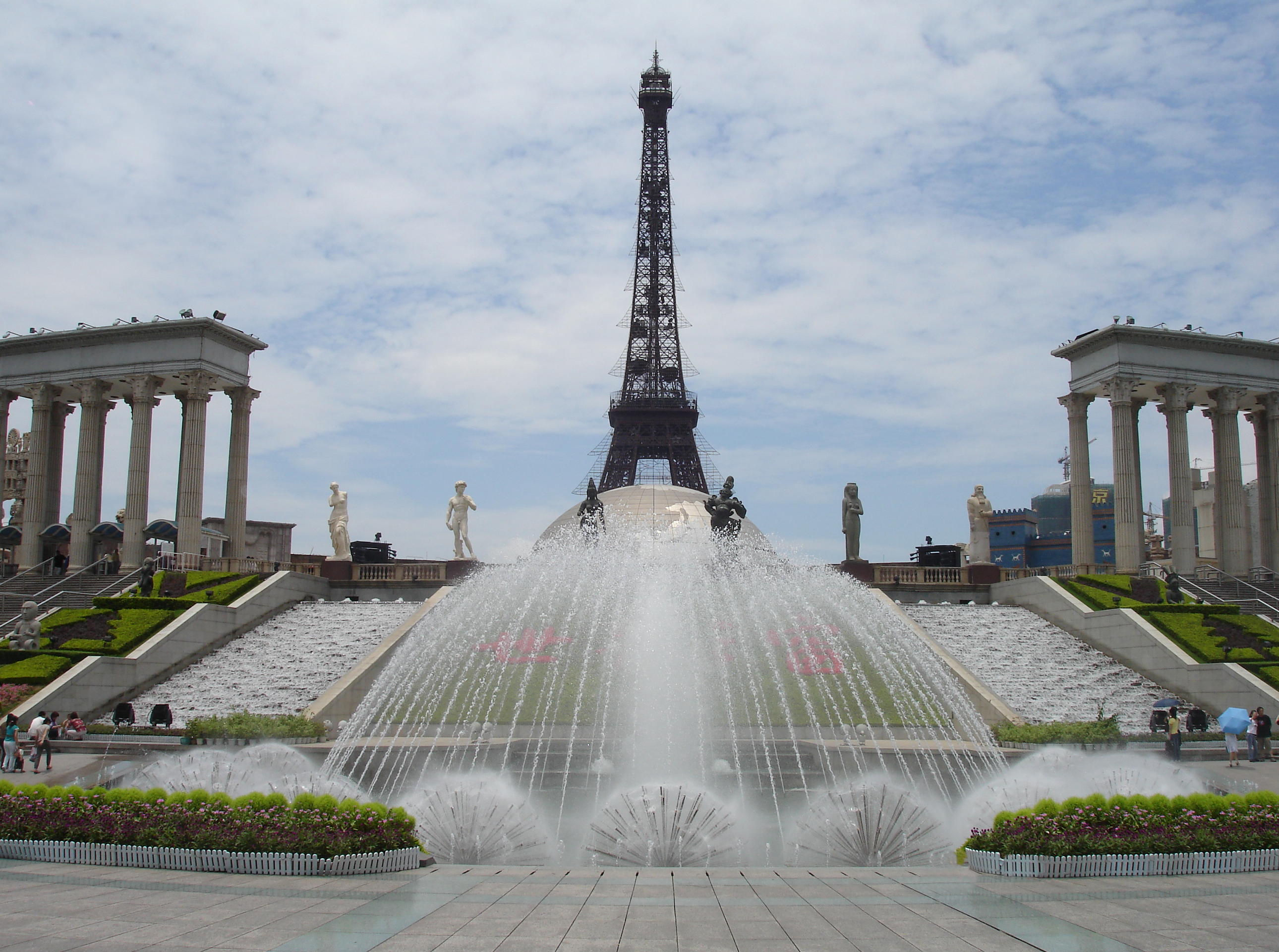
Парк Window of the World в Шэньчжэне

OCT Group владеет сетью парков развлечений Happy Valley в городах Шэньчжэнь (1998), Пекин (2006), Чэнду (2009), Шанхай (2009), Ухань (2012), Тяньцзинь (2013), Чунцин (2017) и Нанкин (2019). Несколько парков сети Happy Valley находятся в стадии строительства, в том числе в городе Фошань. Также OCT Group контролирует тематические парки Knight Valley, Wind Valley и Tea Stream Resort Valley в Шэньчжэне, развлекательные парки Visionland в городах Лючжоу и Чандэ. 
Кроме того, OCT Group совместно с государственной компанией China Travel Service владеет тематическими парками Splendid China Folk Village в Шэньчжэне, Window of the World в Шэньчжэне (49 %) и Window of the World в Чанше (25 %), а также имеет долю в парке Wonderland Eurasia в Анкаре.

### Недвижимость

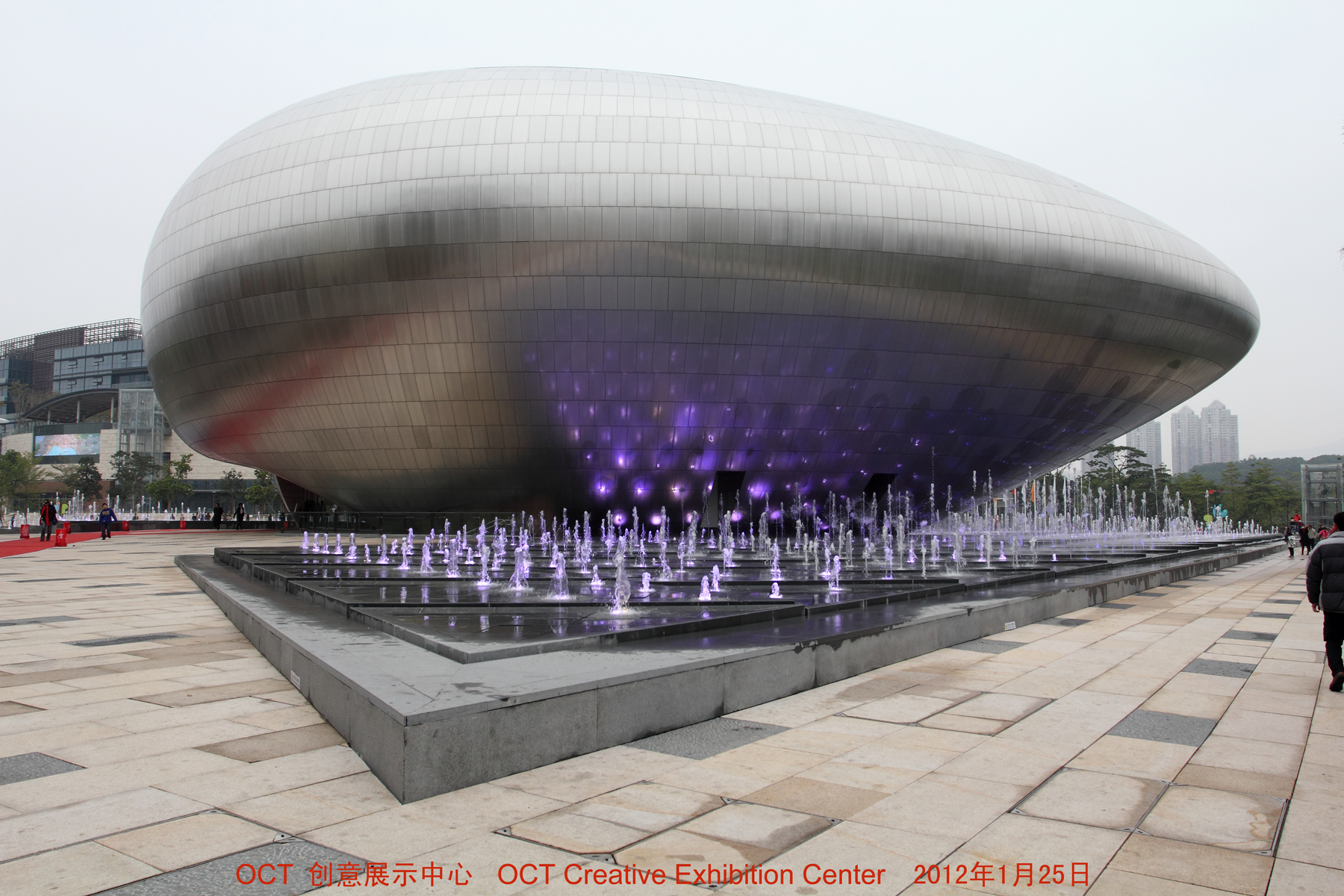
Комплекс OCT Harbour в Шэньчжэне

Основные объекты недвижимости OCT Group сконцентрированы в зоне Overseas Chinese Town, которая расположена на стыке районов Наньшань и Футянь (Шэньчжэнь). Здесь вокруг станций метро Window of the World, Overseas Chinese Town, Qiaocheng East и Qiaocheng North расположены тематические парки Splendid China, Chinese Folk Culture Village, Window of the World и Happy Valley Shenzhen, а также торгово-развлекательный комплекс OCT Harbour и Терминал современного искусства OCT.
Крупнейшим комплексом OCT Group является открывшийся в 2011 году в районе Наньшань OCT Harbour, который объединяет набережную, парк, пляж, торговый центр, выставочный центр, театр водных шоу, гостиницы, офисы, кинотеатры и рестораны. Здесь ежегодно проходятся концерты, карнавалы, водные шоу, фестиваль лодок-драконов и музыкальный фестиваль.
Комплекс OCT East, открывшийся в 2007 году, расположен в районе Яньтянь (Шэньчжэнь). Он объединяет в себе три тематических парка (Knight Valley, Wind Valley, Tea Stream Resort Valley), аквапарк, гольф-клуб, зоопарк, буддийский храм и восемь отелей.

### Другие активы
Также OCT Group принадлежат 30 % компании Konka Group (Шэньчжэнь), которая производит телевизоры, дисплеи, цифровые табло, холодильники, микроволновые печи, электрочайники, стиральные машины, микрофоны, наушники, электрические зубные щётки и другую бытовую электронику. Кроме того, дочерние компании OCT Group производят бумажную упаковку и упаковочные материалы, занимаются полиграфическим и инвестиционным бизнесом, управляют сетью из более чем тридцати отелей, десятками культурных центров, театров и выставочных площадок.

## Галерея

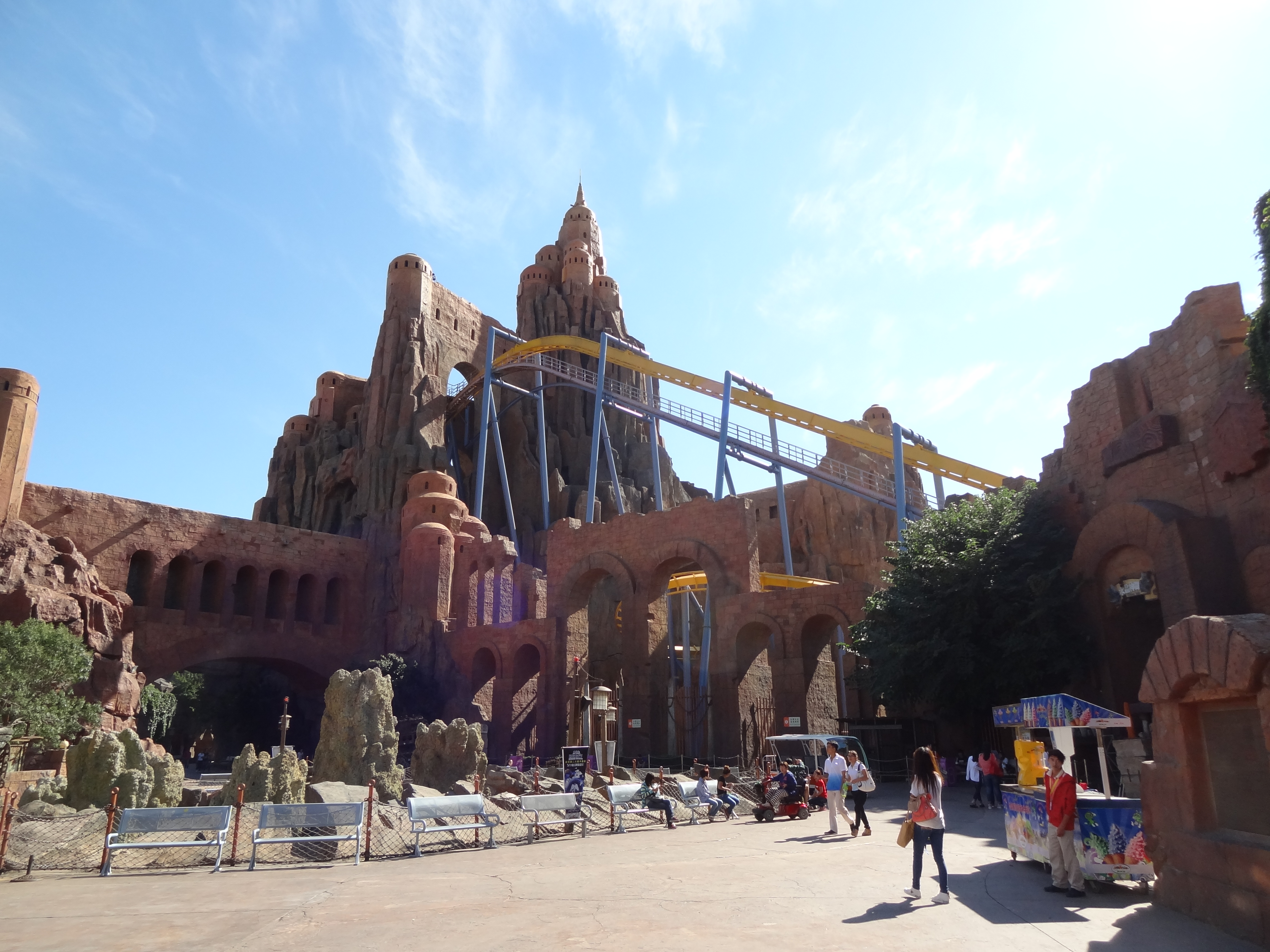
Happy Valley (Пекин)
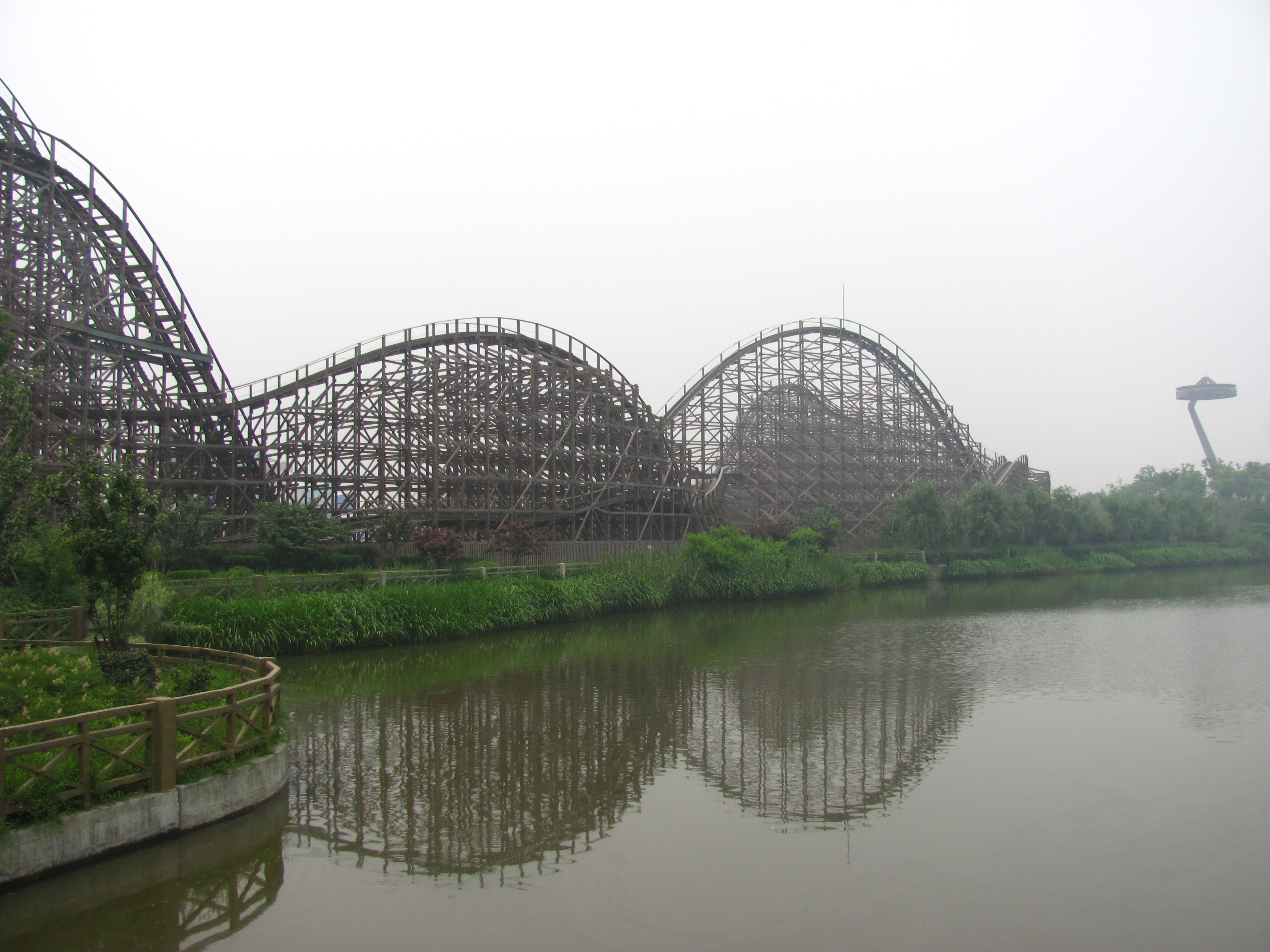
Happy Valley (Шанхай)
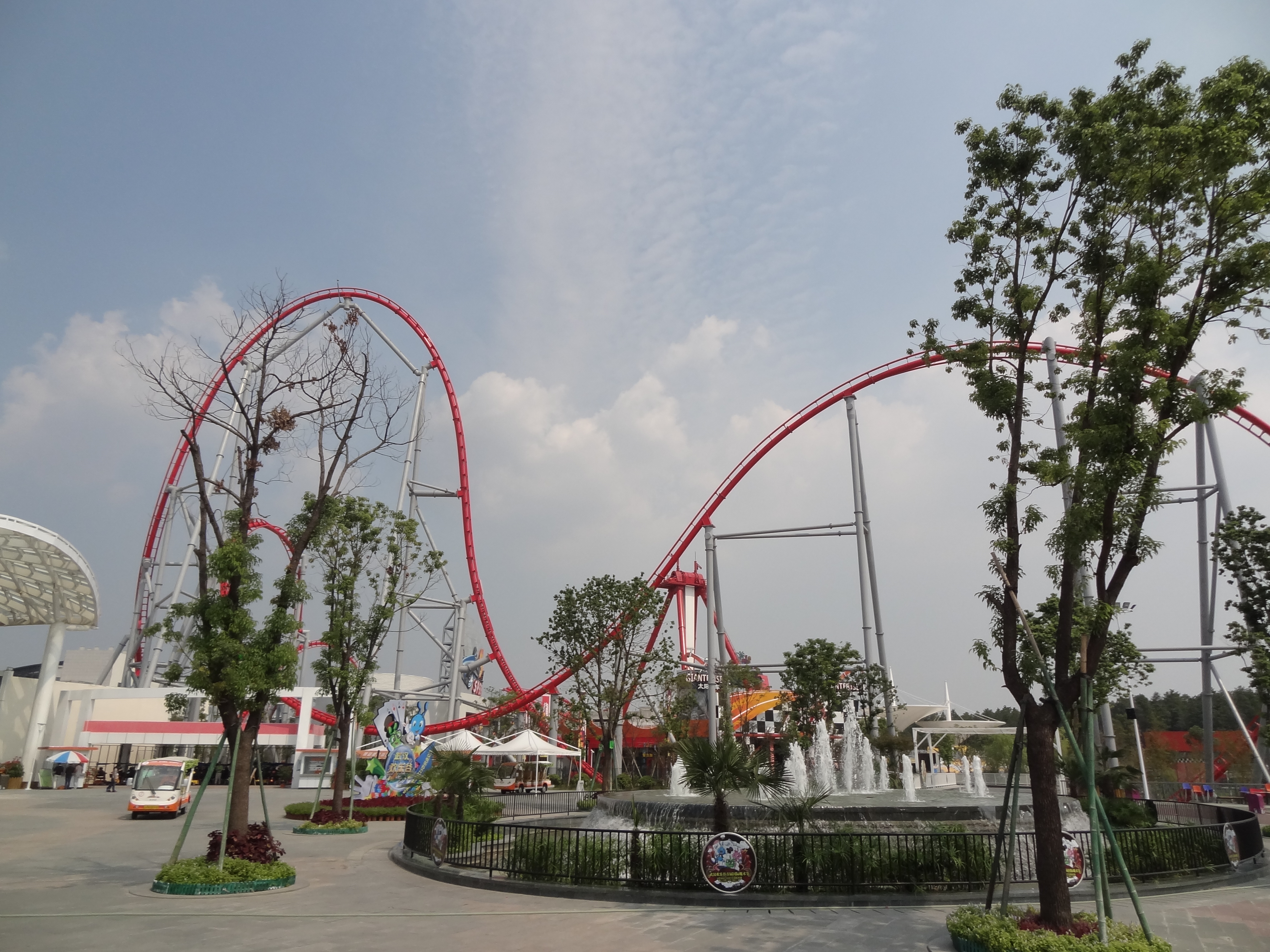
Happy Valley (Ухань)
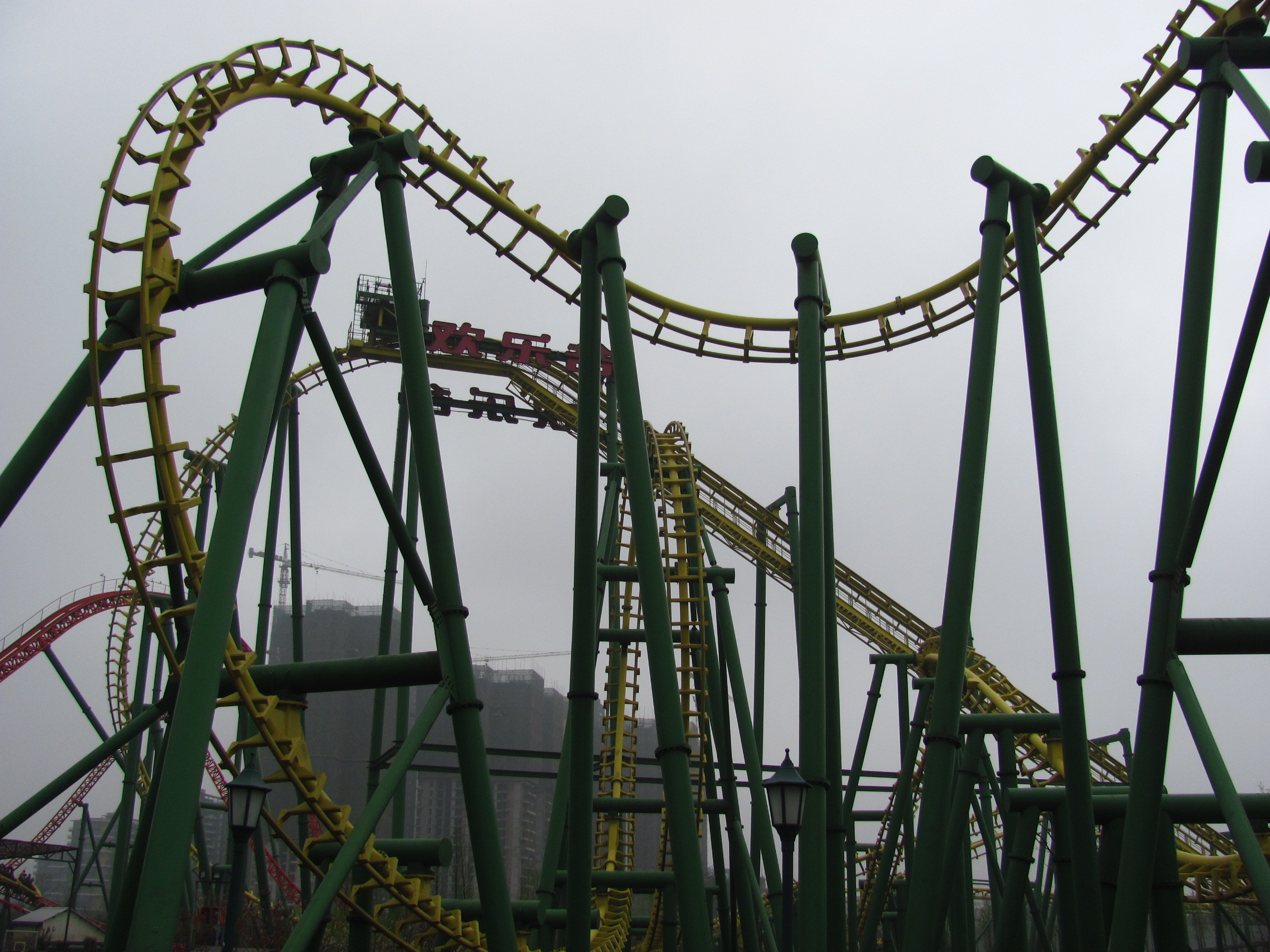
Happy Valley (Чэнду)
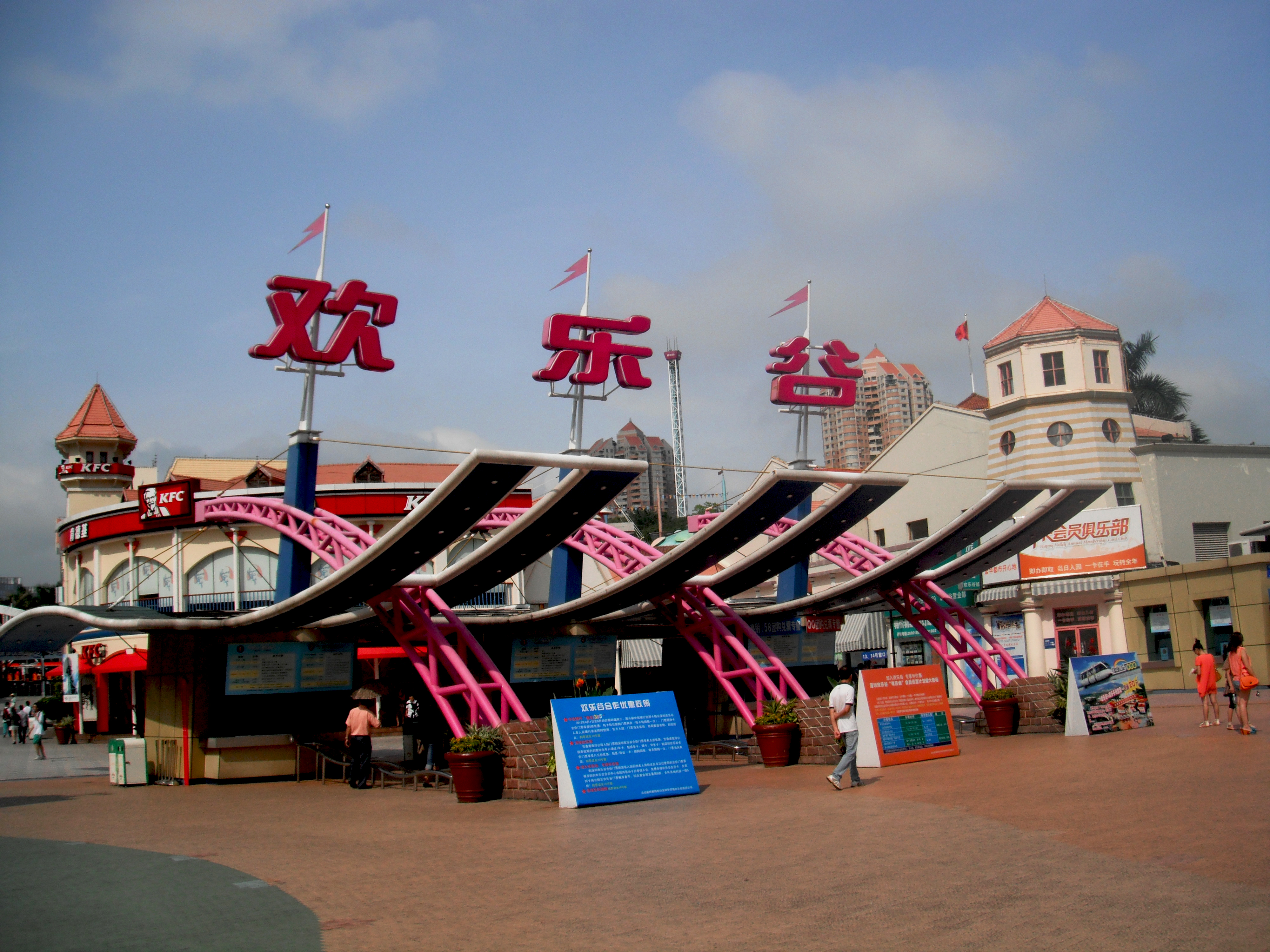
Happy Valley (Шэньчжэнь)
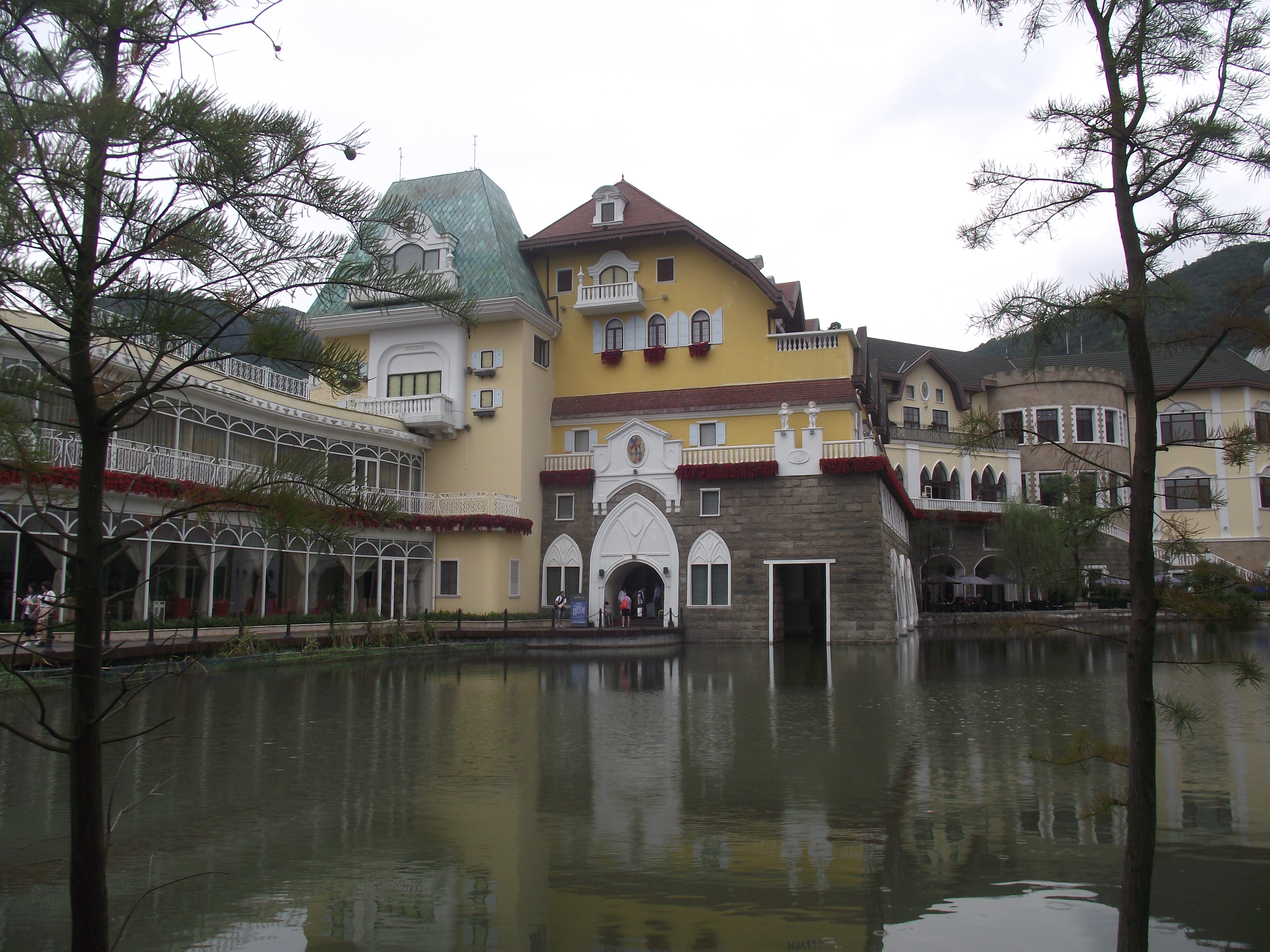
OCT East (Шэньчжэнь)
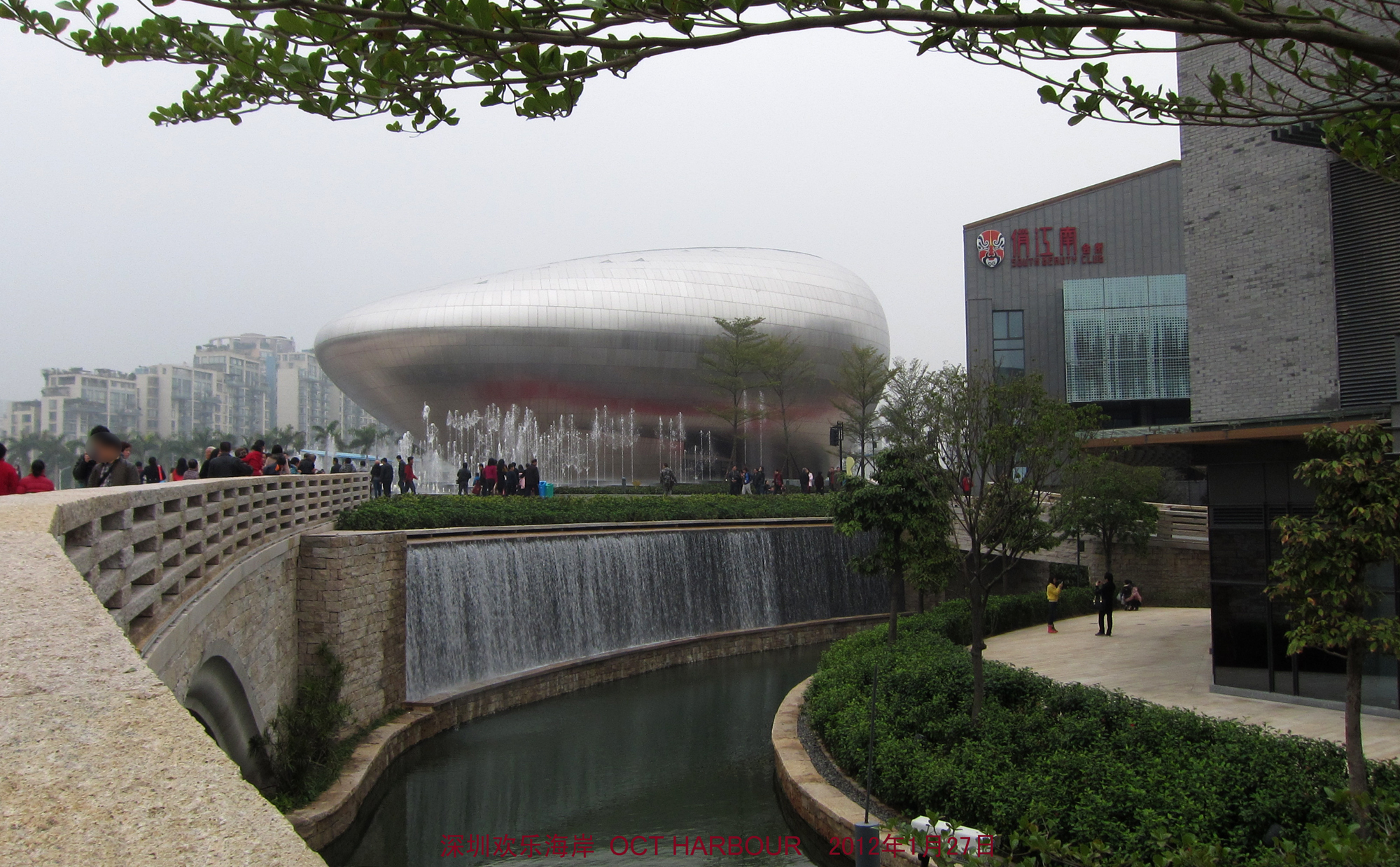
OCT Harbour (Шэньчжэнь)
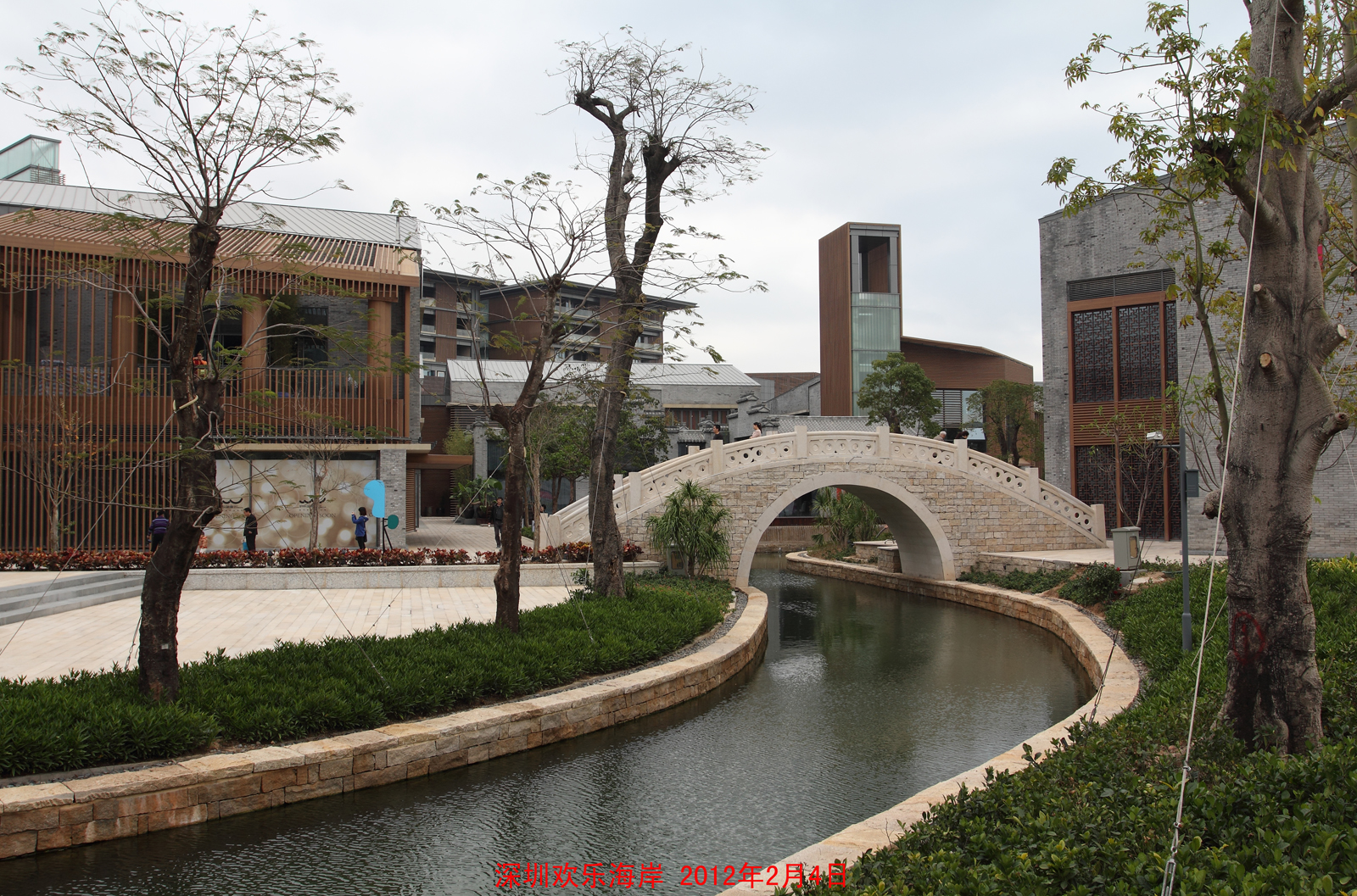
OCT Harbour (Шэньчжэнь)
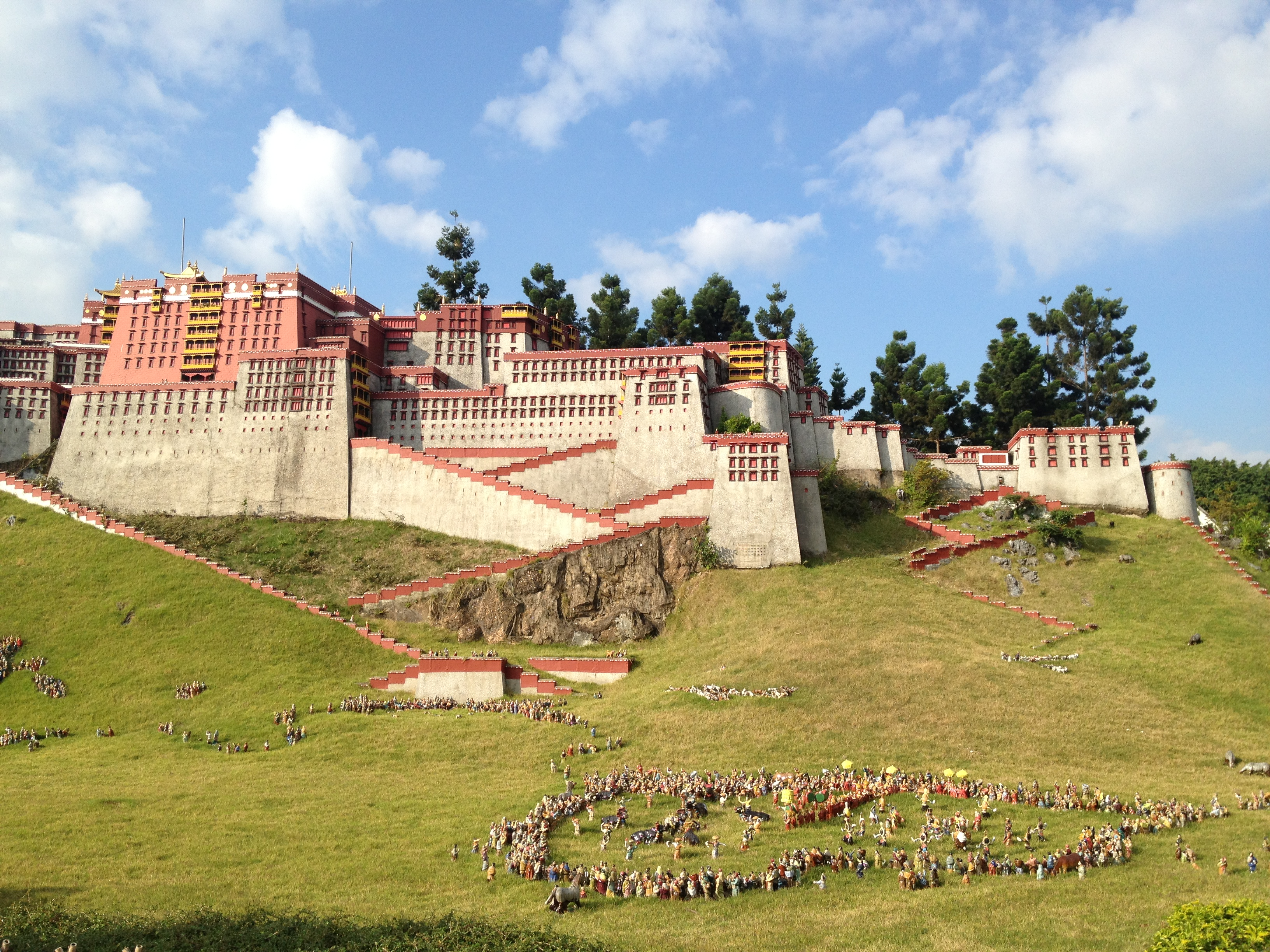
Folk Culture Village (Шэньчжэнь)
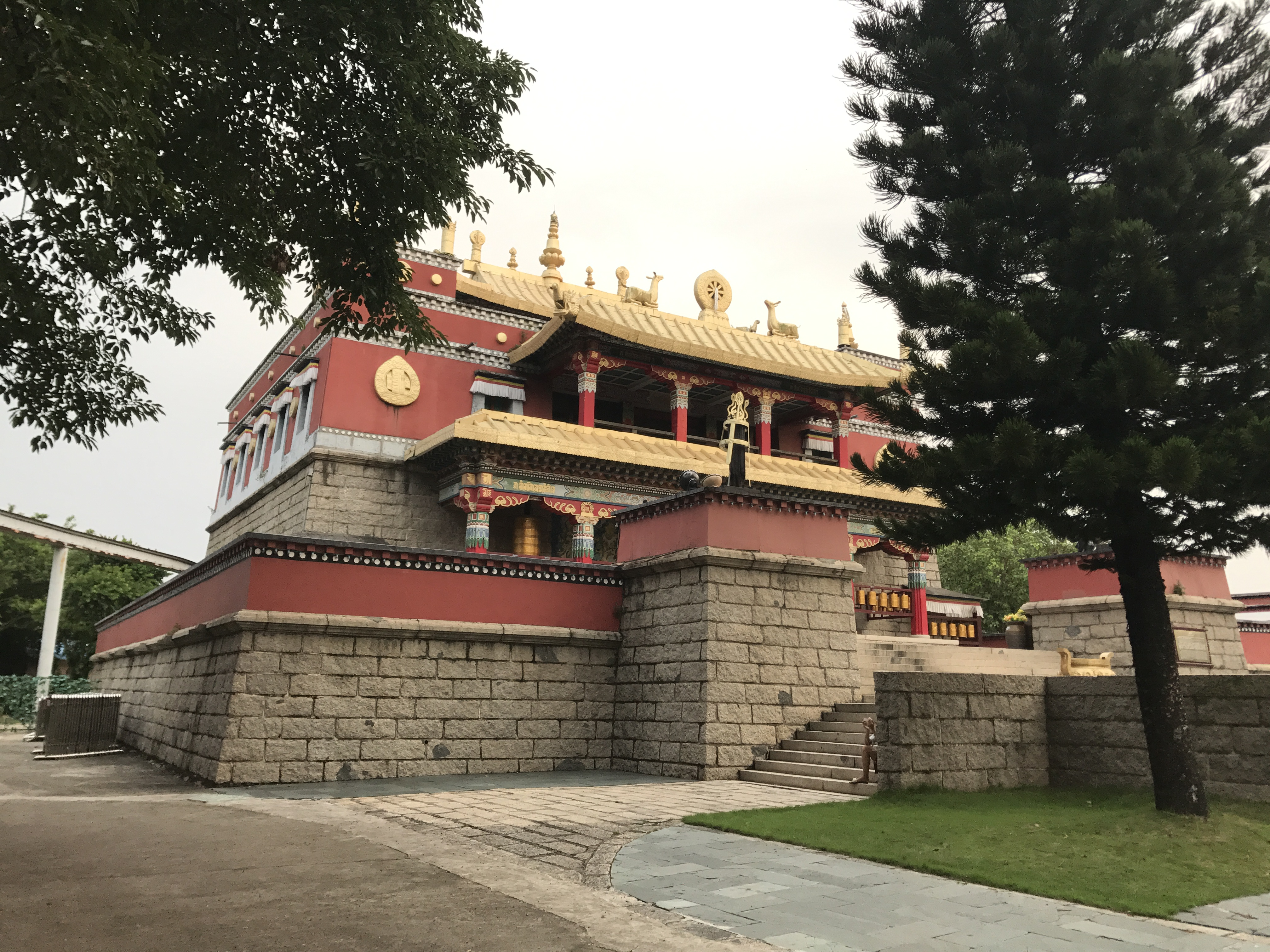
Folk Culture Village (Шэньчжэнь)
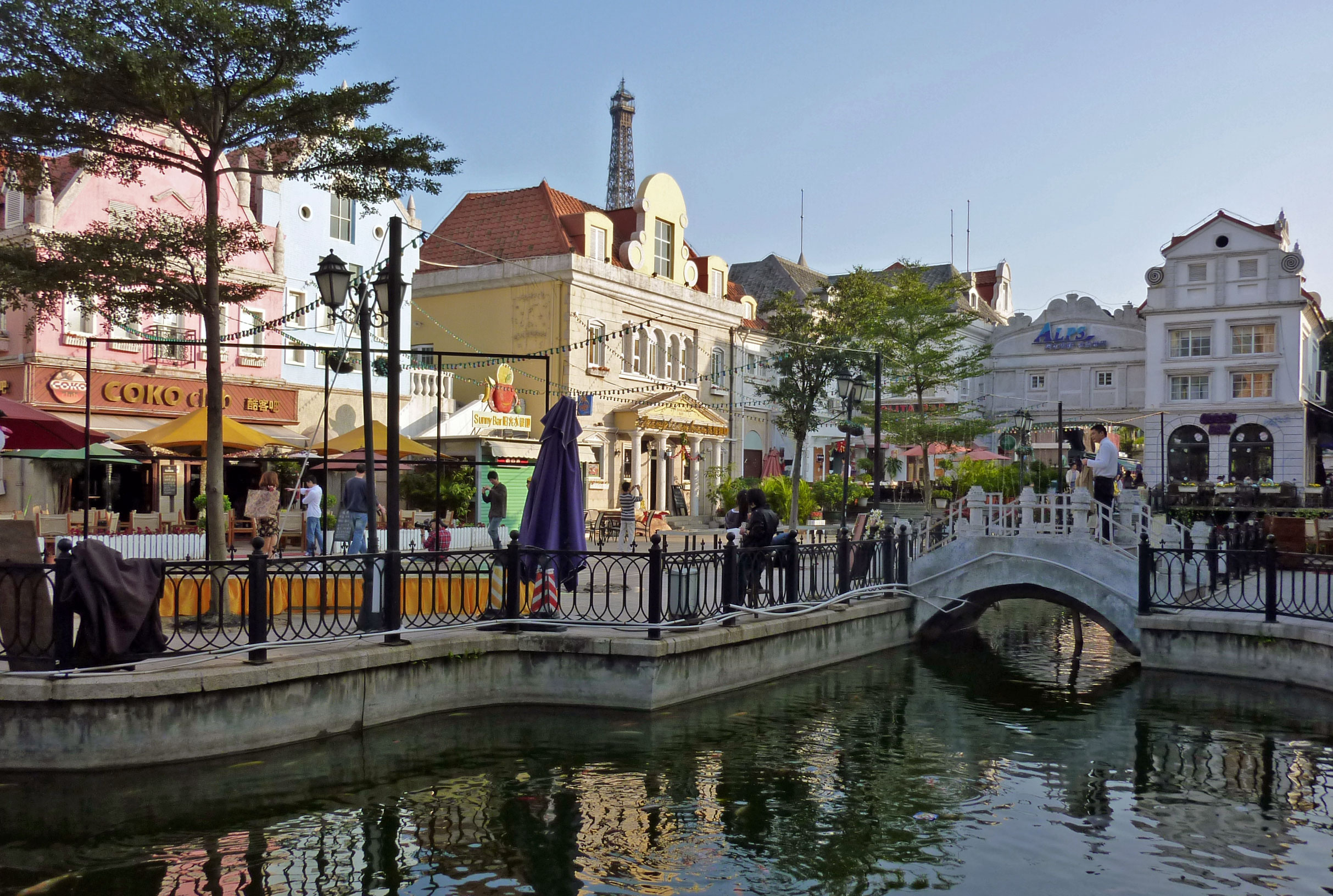
Window of the World (Шэньчжэнь)
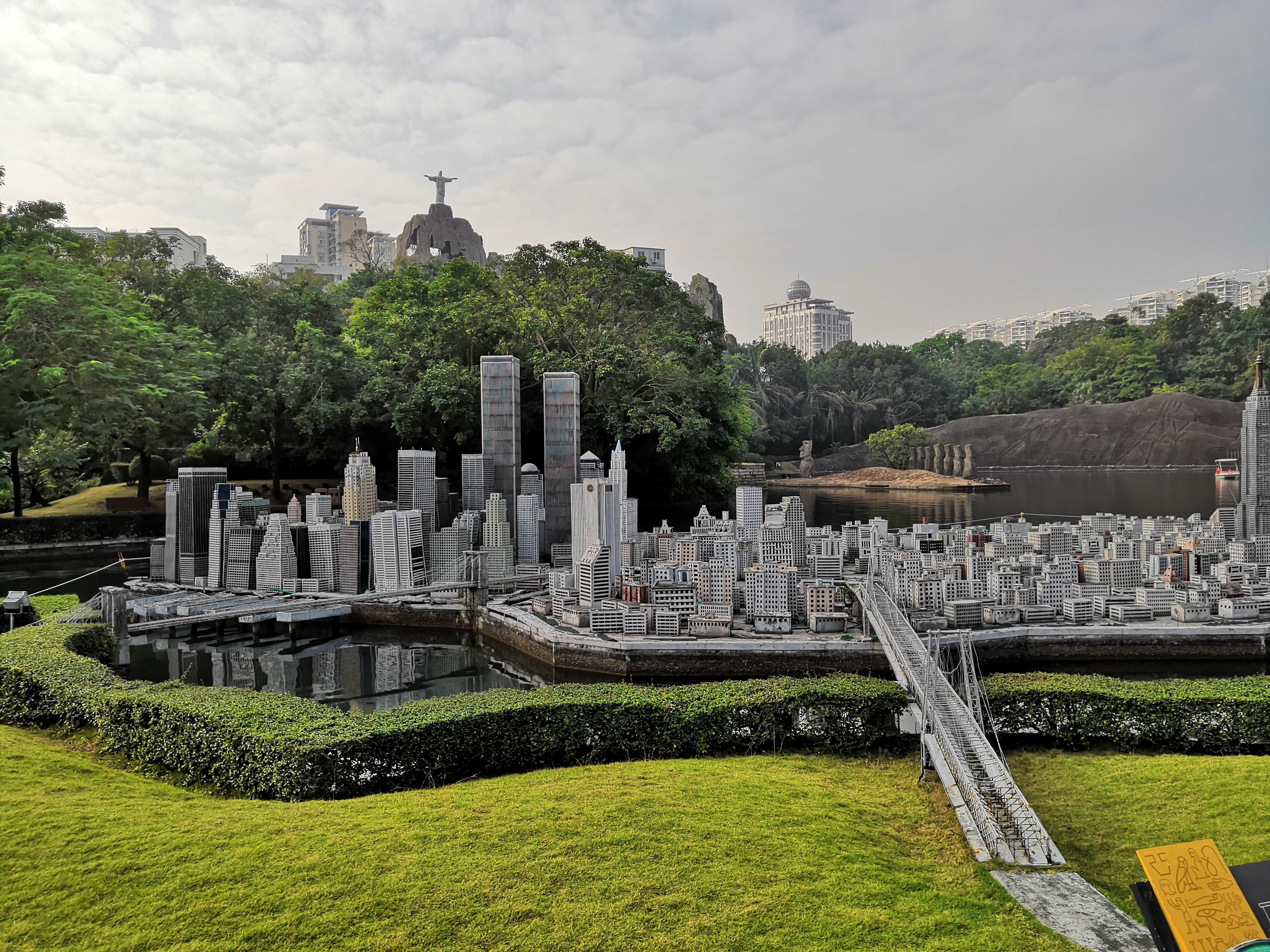
Window of the World (Шэньчжэнь)